# Bersée
Bersée est une commune française située dans le département du Nord, en région de Hauts-de-France.

## Géographie

### Localisation

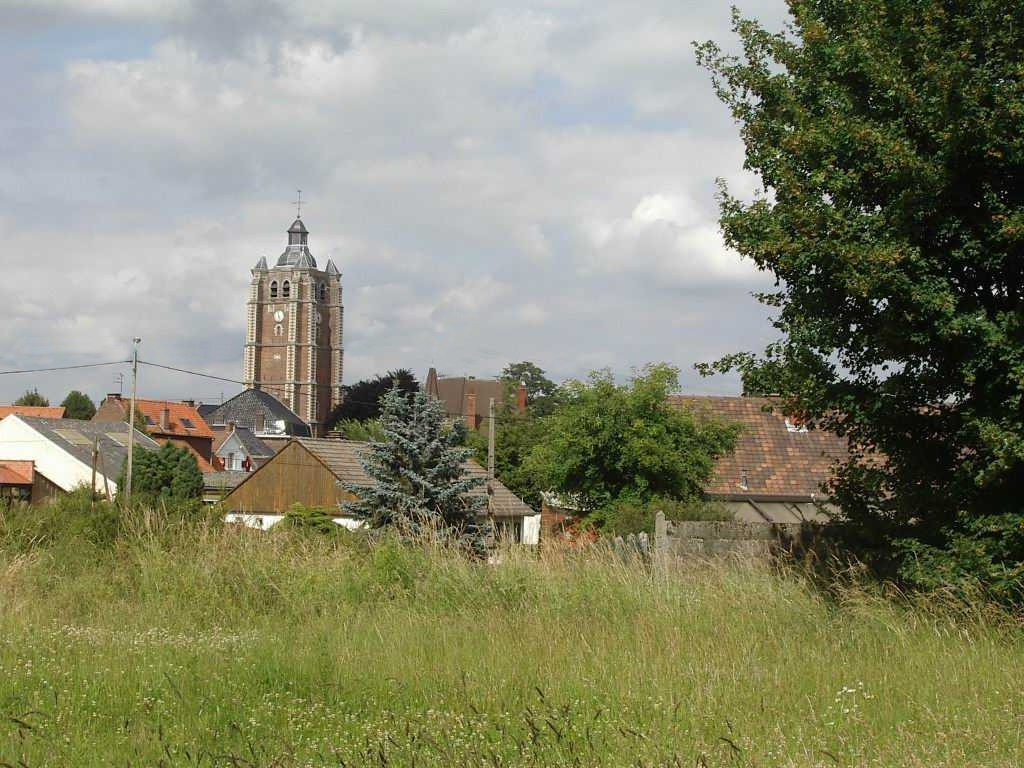
Paysage de Bersée.

Bersée est un bourg périurbain de la Pévèle dans la Flandre romane situé à 18 km ai sud-est de Lille à vol d'oiseau, 12 km au sud-ouest de la frontière franco-belge et 28 km de Tournai, 7 km à l'ouest d'Orchies, 13 km au nord de Douai et 23 km au nord-est de Lens.
Elle est desservie par le tracé initial de l'ancienne route nationale 17 (actuelle RD 917).

### Communes limitrophes
| Mérignies      |        | Cappelle-en-Pévèle |
| Mons-en-Pévèle | Bersée | Auchy-lez-Orchies  |
| Faumont        |        | Coutiches          |

### Hydrographie

#### Réseau hydrographique
La commune est située dans le bassin Artois-Picardie. Elle est drainée par le Courant de Coutiches Amont, le Zecart, la Derrible, la Poissonnerie, la Potence, la Verneceuille et divers autres petits cours d'eau,.
Le Courant de Coutiches Amont, d'une longueur de 17 km, prend sa source dans la commune de Thumeries et se jette  dans le Marichon à Marchiennes, après avoir traversé huit communes.
Le Zécart, d'une longueur de 12 km, prend sa source dans la commune  et se jette  dans la Marque à Templeuve-en-Pévèle, après avoir traversé six communes.

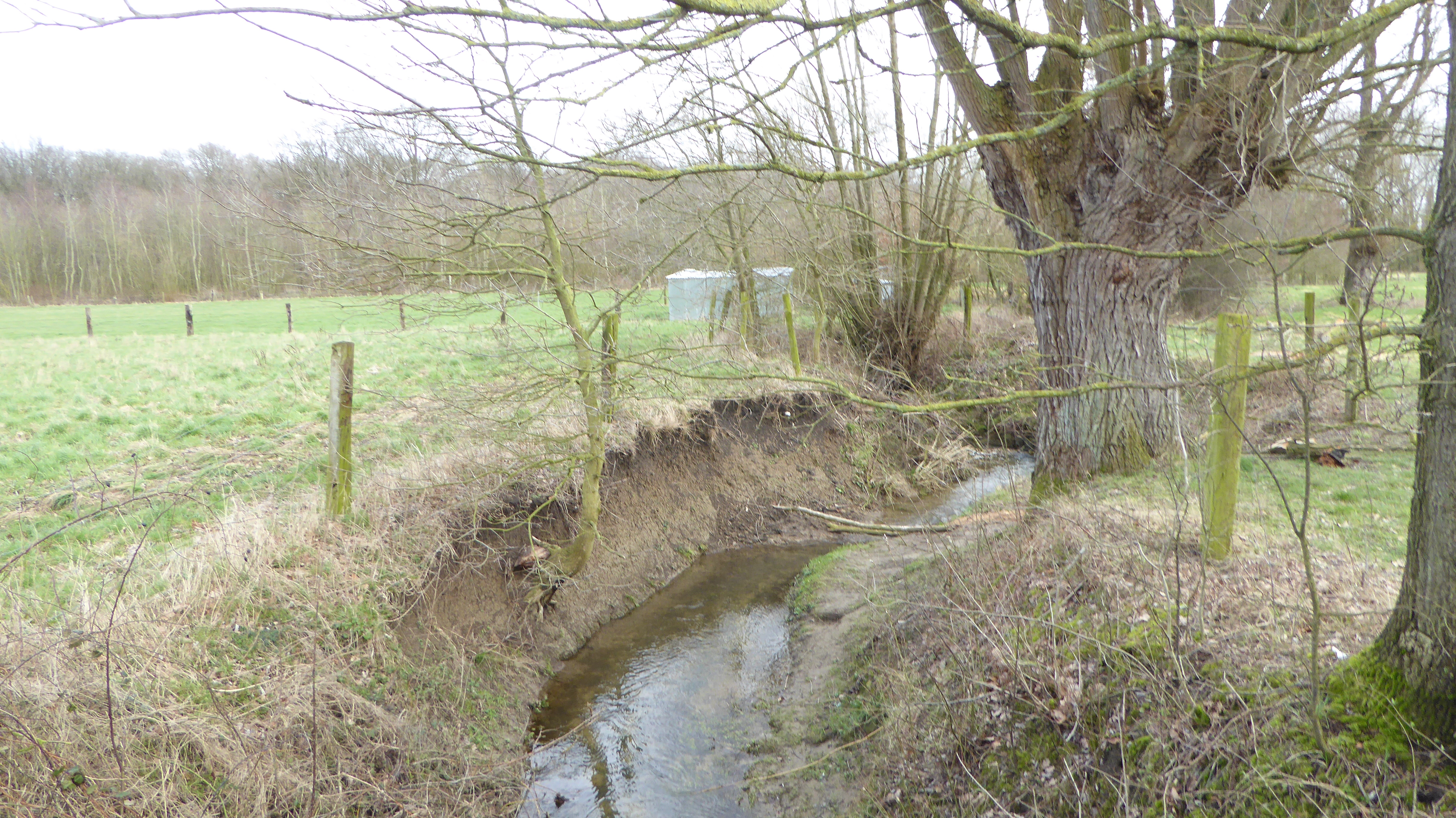
Ruisseau au Nouveau Monde.
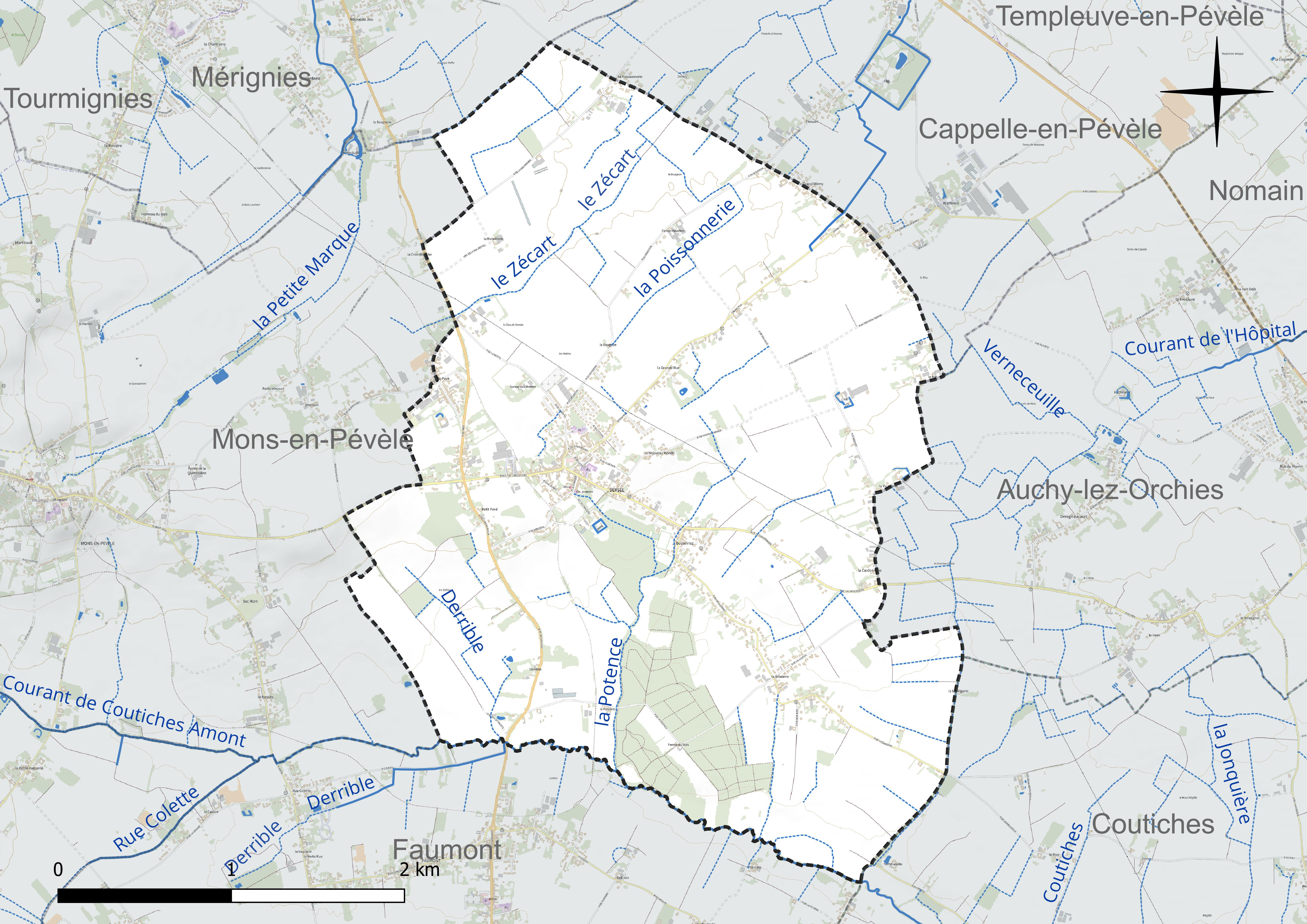
Réseau hydrographique de Bersée.

#### Gestion et qualité des eaux
Le territoire communal est couvert par le schéma d'aménagement et de gestion des eaux (SAGE) « Scarpe aval ». Ce document de planification concerne un territoire de 624 km2 de superficie, délimité par le bassin versant de la Scarpe aval, comprenant la Pévèle, la plaine de la Scarpe et le bassin minier avec l'Ostrevent. Le périmètre a été arrêté le 18 mars 1997 et le SAGE proprement dit a été approuvé le 12 mars 2009, puis révisé le 5 juillet 2021. La structure porteuse de l'élaboration et de la mise en œuvre est le parc naturel régional Scarpe-Escaut.
La qualité des cours d'eau peut être consultée sur un site dédié géré par les agences de l'eau et l'Agence française pour la biodiversité.

### Climat
Pour des articles plus généraux, voir Climat des Hauts-de-France et Climat du Nord.
En 2010, le climat de la commune est de type climat océanique dégradé des plaines du Centre et du Nord, selon une étude du CNRS s'appuyant sur une série de données couvrant la période 1971-2000. En 2020, Météo-France publie une typologie des climats de la France métropolitaine dans laquelle la commune est exposée à un climat océanique et est dans la région climatique Nord-est du bassin Parisien, caractérisée par un ensoleillement médiocre, une pluviométrie moyenne régulièrement répartie au cours de l'année et un hiver froid (3 °C).
Pour la période 1971-2000, la température annuelle moyenne est de 10,5 °C, avec une amplitude thermique annuelle de 14,5 °C. Le cumul annuel moyen de précipitations est de 696 mm, avec 11,9 jours de précipitations en janvier et 8,8 jours en juillet. Pour la période 1991-2020, la température moyenne annuelle observée sur la station météorologique la plus proche, située sur la commune de Cappelle-en-Pévèle à 4 km à vol d'oiseau, est de 11,1 °C et le cumul annuel moyen de précipitations est de 736,6 mm,. Pour l'avenir, les paramètres climatiques de la commune estimés pour 2050 selon différents scénarios d'émission de gaz à effet de serre sont consultables sur un site dédié publié par Météo-France en novembre 2022.

## Urbanisme

### Typologie
Au 1er janvier 2024, Bersée est catégorisée bourg rural, selon la nouvelle grille communale de densité à sept niveaux définie par l'Insee en 2022.
Elle appartient à l'unité urbaine de Bersée, une unité urbaine monocommunale constituant une ville isolée,. Par ailleurs la commune fait partie de l'aire d'attraction de Lille (partie française), dont elle est une commune de la couronne,. Cette aire, qui regroupe 201 communes, est catégorisée dans les aires de 700 000 habitants ou plus (hors Paris),.

### Occupation des sols
L'occupation des sols de la commune, telle qu'elle ressort de la base de données européenne d'occupation biophysique des sols Corine Land Cover (CLC), est marquée par l'importance des territoires agricoles (81,7 % en 2018), en diminution par rapport à 1990 (88,1 %). La répartition détaillée en 2018 est la suivante : 
terres arables (68,1 %), zones urbanisées (12 %), zones agricoles hétérogènes (8,3 %), forêts (6,4 %), prairies (5,2 %). L'évolution de l'occupation des sols de la commune et de ses infrastructures peut être observée sur les différentes représentations cartographiques du territoire : la carte de Cassini (XVIIIe siècle), la carte d'état-major (1820-1866) et les cartes ou photos aériennes de l'IGN pour la période actuelle (1950 à aujourd'hui).

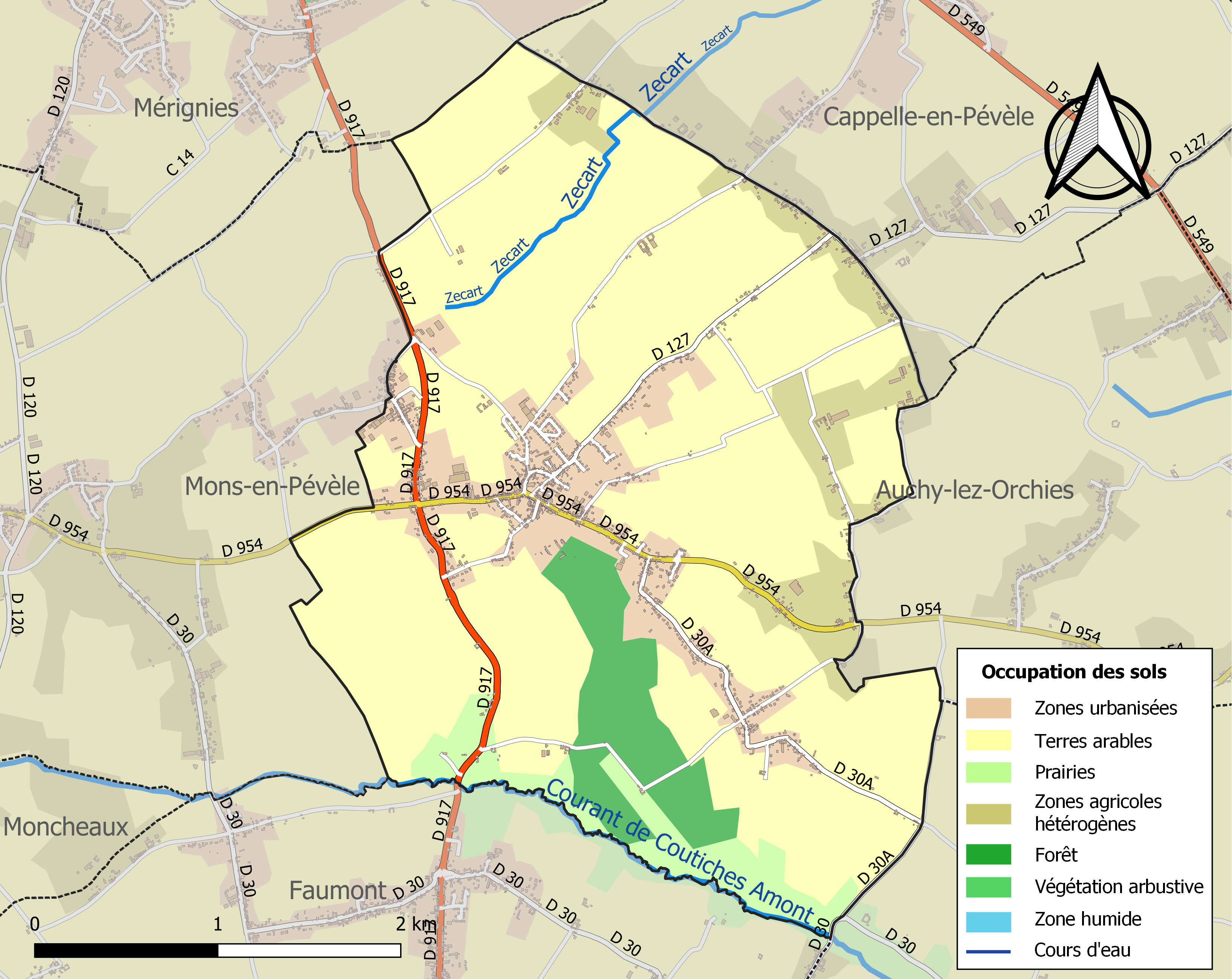
Carte des infrastructures et de l'occupation des sols de la commune en 2018 (CLC).

### Lieux-dits, hameaux et écarts
La commune compte de nombreux hameaux : Le Pavé, La Poissonnerie, Vémie, Le Bougeon, La Grande Rue, Wattines, Le Bar, Argerie, La Cardonnerie, Le Nouveau- Monde, Boulenriez, La Broderie.

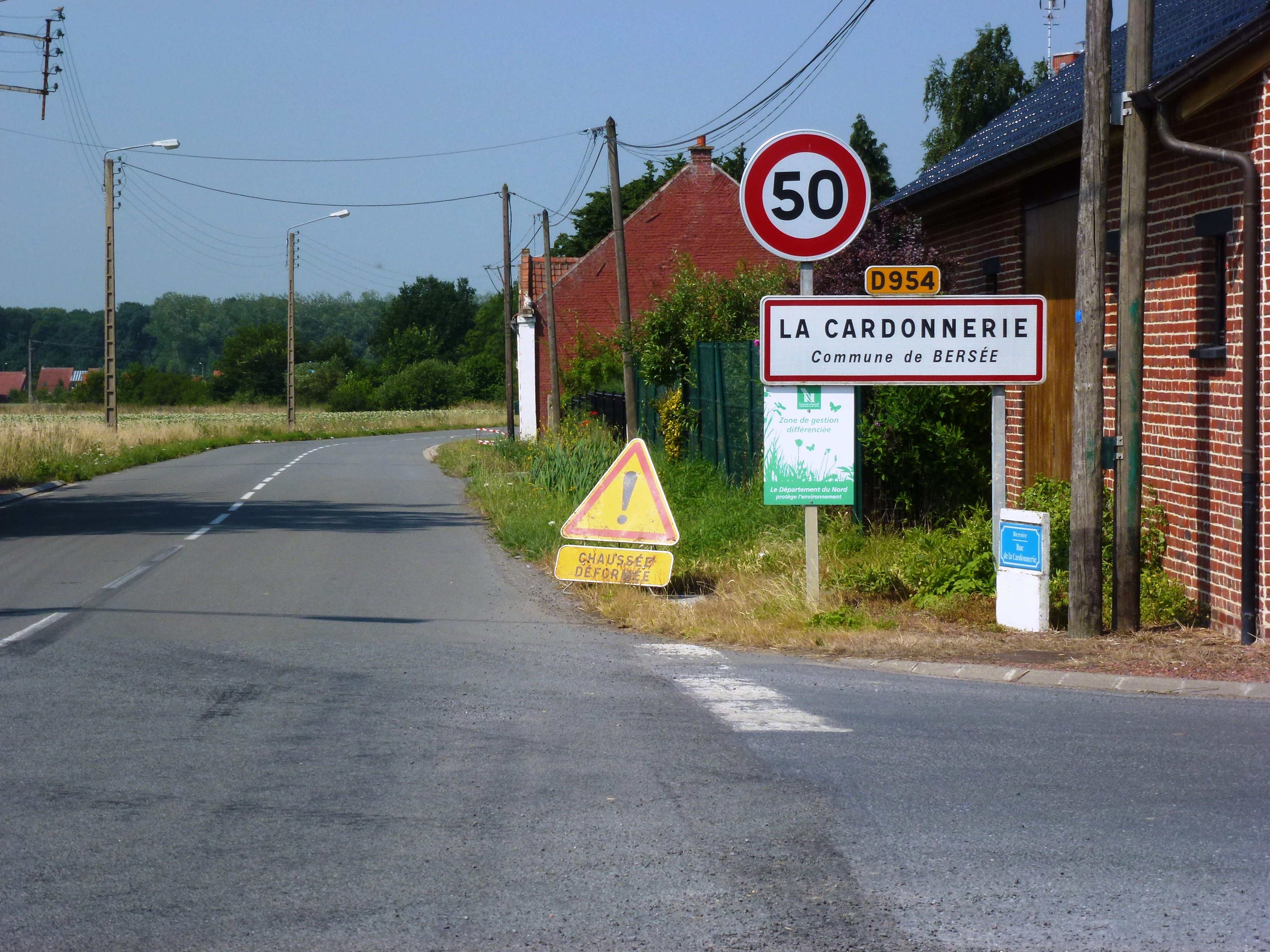
Entrée de La Cardonnerie.

### Habitat et logement
En 2019, le nombre total de logements dans la commune était de 970, alors qu'il était de 915 en 2014 et de 868 en 2009.
Parmi ces logements, 94 % étaient des résidences principales, 0,4 % des résidences secondaires et 5,6 % des logements vacants. Ces logements étaient pour 93,1 % d'entre eux des maisons individuelles et pour 6,6 % des appartements.
Le tableau ci-dessous présente la typologie des logements à Bersée en 2019 en comparaison avec celle du Nord et de la France entière. Une caractéristique marquante du parc de logements est ainsi une proportion de résidences secondaires et logements occasionnels (0,4 %) inférieure à celle du département (1,6 %) mais supérieure à celle de la France entière (9,7 %). Concernant le statut d'occupation de ces logements, 84,1 % des habitants de la commune sont propriétaires de leur logement (84,7 % en 2014), contre 54,7 % pour le Nord et 57,5 pour la France entière.
| Typologie                                               | Bersée | Nord | France entière |
| ------------------------------------------------------- | ------ | ---- | -------------- |
| Résidences principales (en %)                           | 94     | 90,6 | 82,1           |
| Résidences secondaires et logements occasionnels (en %) | 0,4    | 1,6  | 9,7            |
| Logements vacants (en %)                                | 5,6    | 7,8  | 8,2            |

### Voies de communication et transports
Bersée est desservie par les départementales 917 (reliant Lille à Douai) et 954 (reliant Carvin à Orchies). Bien que Bersée soit une commune rurale, elle se situe à une dizaine de kilomètres de plusieurs autoroutes : l'A1 (reliant Lille à Paris), l'A21 (rocade minière passant par Douai et Lens) et l'A23 (reliant Lille à Valenciennes).
Bersée ne possède plus de station de chemin de fer, mais se trouve à proximité de la Gare de Templeuve ou celle d'Orchiies, desservies par les lignes commerciales semi directes K60, K61 et omnibus C60 du réseau TER Hauts-de-France. Les missions C60 rallient Lille-Flandres à Valenciennes, tandis que les circulations K60 relient Lille à Maubeuge et Jeumont. Quant aux trains de la ligne K61, ils assurent des missions de Lille à Hirson et à Charleville-Mézières.

## Histoire

### Moyen Âge
Ce village relevait en partie du Forest, en justice vicomtière ressortissant du bailliage de Lens, en Artois. Une autre partie était tenue de la principauté d'Épinoy, et notamment Pont-à-Marcq une pairie appartenant au seigneur de Raches, d'où dépendaient douze ou treize fiefs. Enfin, le fief dit de Buvry, contenant 20 bonniers, était une enclave du Tournaisis. Ce dernier est cédé, quant au ressort»[pas clair] à la France par une convention confirmée par lettres patentes du 22 août 1769 [Recueil des édits enreg. au Pari. deFland. VII, 313)[pas clair].
La comtesse Jeanne[Laquelle ?] donne en 1229, la dîme de Bersée à l'abbaye du repos de Notre-Dame de Marquette.

### Époque contemporaine
En 1896 est inaugurée la ligne de chemin de fer secondaire à voie normale reliant Pont-de-la-Deûle à Douai  à Pont-à-Marcq, exploitée par la compagnie du chemin de fer de Pont-de-la-Deûle à Pont-à-Marcq pour le compte du département du Nord. Cette liaison facilite le déplacement des personnes et le transport des marchandises.
Bersée est occupée par l'armée allemande pendant la Première Guerre mondiale.
La ligne de chemin de fer, détruite pendant la Guerre, reconstruite, est exploitée à compter de 1921 par la compagnie générale de voies ferrées d'intérêt local (CGL ou VFIL) jusqu'à la fin de la desserte voyageurs  en 1953-1955, puis marchandises.

## Politique et administration

### Rattachements administratifs et électoraux

#### Rattachements administratifs
La commune se trouve  dans l'arrondissement de Lille du département du Nord.
Elle faisait partie depuis 1801 du canton de Pont-à-Marcq. Dans le cadre du redécoupage cantonal de 2014 en France, cette circonscription administrative territoriale a disparu, et le canton n'est plus qu'une circonscription électorale.

#### Rattachements électoraux
Pour les élections départementales, la commune fait partie depuis 2014 du canton de Templeuve-en-Pévèle
Pour l'élection des députés, elle fait partie de la sixième circonscription du Nord.

### Intercommunalité
Bersée était membre de la communauté de communes du Pays de Pévèle, un établissement public de coopération intercommunale (EPCI) à fiscalité propre créé en 1993 et auquel la commune avait transféré un certain nombre de ses compétences, dans les conditions déterminées par le code général des collectivités territoriales.
Conformément aux prescriptions de la loi de réforme des collectivités territoriales du 16 décembre 2010, qui a prévu le renforcement et la simplification des intercommunalités et la constitution de structures intercommunales de grande taille, cette intercommunalité a fusionné avec ses voisines pour former, le 1er janvier 2014, la communauté de communes Pévèle Carembault dont est désormais membre la commune.

### Tendances politiques et résultats
Lors du premier tour des élections présidentielles de 2017, les quatre premiers candidats choisis par les électeurs Berséens sont Emmanuel Macron (26,13 % des suffrages exprimés), François Fillon (24,92 %), Marine Le Pen (22,31 %) et Jean-Luc Mélenchon (12,59  %. Au second tour, Emmanuel Macron, avec 863 voix (65,03 %) devance Marine Le Pen, qui a recueilli 464 voix (34,97 %). À cette occasion, 19,52 % des électeurs se sont abstenus.
Lors du premier tour des élections présidentielles de 2022, les quatre premiers candidats choisis par les électeurs de Bersée sont Emmanuel Macron (38,05 % des suffrages exprimés), Marine Le Pen (23,64 %, Jean-Luc Mélenchon (11,79 % et Éric Zemmour (6,53 %). Au second tour, Emmanuel Macron, avec 941 voix (62,44 %) devance Marine Le Pen, qui a recueilli 566 voix (37,56 %). À cette occasion, 18,16 % des électeurs se sont abstenus.

### Liste des maires
Maire en 1881 : Hovine.
| Période                                  | Période                         | Identité                         | Étiquette    | Qualité                                                                                                |
| ---------------------------------------- | ------------------------------- | -------------------------------- | ------------ | --- |
| Les données manquantes sont à compléter. |                                 |                                  |              | |
| avant 1802-1803                          |                                 | P. J. Delost                     |              | |
| 1807                                     | 1808                            | M. Belot                         |              | |
| Les données manquantes sont à compléter. |                                 |                                  |              | |
| 1896                                     | décembre 1919                   | Ferdinand Le Vaillant de Jollain |              | |
| décembre 1919                            | août 1925                       | Gustave Montel                   |              | Décédé en fonction                                                                                     |
| septembre 1925                           | mai 1929                        | Pierre-Louis Leden               |              | |
| mai 1929                                 | mai 1937                        | Alexandre Ballet                 |              | Décédé en fonction                                                                                     |
| mai 1937                                 | juin 1940                       | André Blondeau                   |              | |
| juin 1940                                | décembre 1940                   | Fernand Billouez                 |              | Président du comité de Guerre                                                                          |
| Les données manquantes sont à compléter. |                                 |                                  |              | |
| mai 1945                                 | décembre 1972                   | Nestor Longue-Epée               |              | Directeur commercial Décédé en fonction                                                                |
| janvier 1973                             | avril 1973                      | Noël Facq                        |              | Maire par intérim                                                                                      |
| avril 1973                               | mars 1983                       | Jules Duquennoy                  |              | |
| mars 1983                                | mars 2014                       | Henri Caudrelier                 | DVG          | Retraité de l'Éducation nationale, maire honoraire                                                     |
| mars 2014                                | En cours (au 13 septembre 2022) | Arnaud Hottin                    | DVG puis DVC | Cadre d'entreprise Vice-président de la CC Pévèle Carembault (2020 → ) Réélu pour le mandat 2020-2026, |

## Équipements et services publics

### Enseignement
Bersée relève  de l'académie de Lille.
Le village a deux écoles : l'école des deux Tilleuls (enseignement public), qui accueille 196 élèves à la rentrée 2019-2020 et l'école Sainte-Thérèse (enseignement privé).

### Équipements culturels
- Médiathèque de Bersée, du réseau de médiathèques Graines de Culture de PévèleCarembault[35]

### Postes et télécommunications
Bersée s'est doté d'une agence postale communale ouverte en mairie les mardis et samedis de 9 h à 12 h, mercredis et vendredis de 9 h à 12 h et de14 h à 17 h 30. Cet équipement communal remplace l'ancien bureau de poste

### Justice, sécurité, secours et défense
Afin d'améliorer la sécuruté et la tranqujilité, le centre ville et les abords de l'école ont été placés en zone 30 en 2022.

Les équipements de Bersée
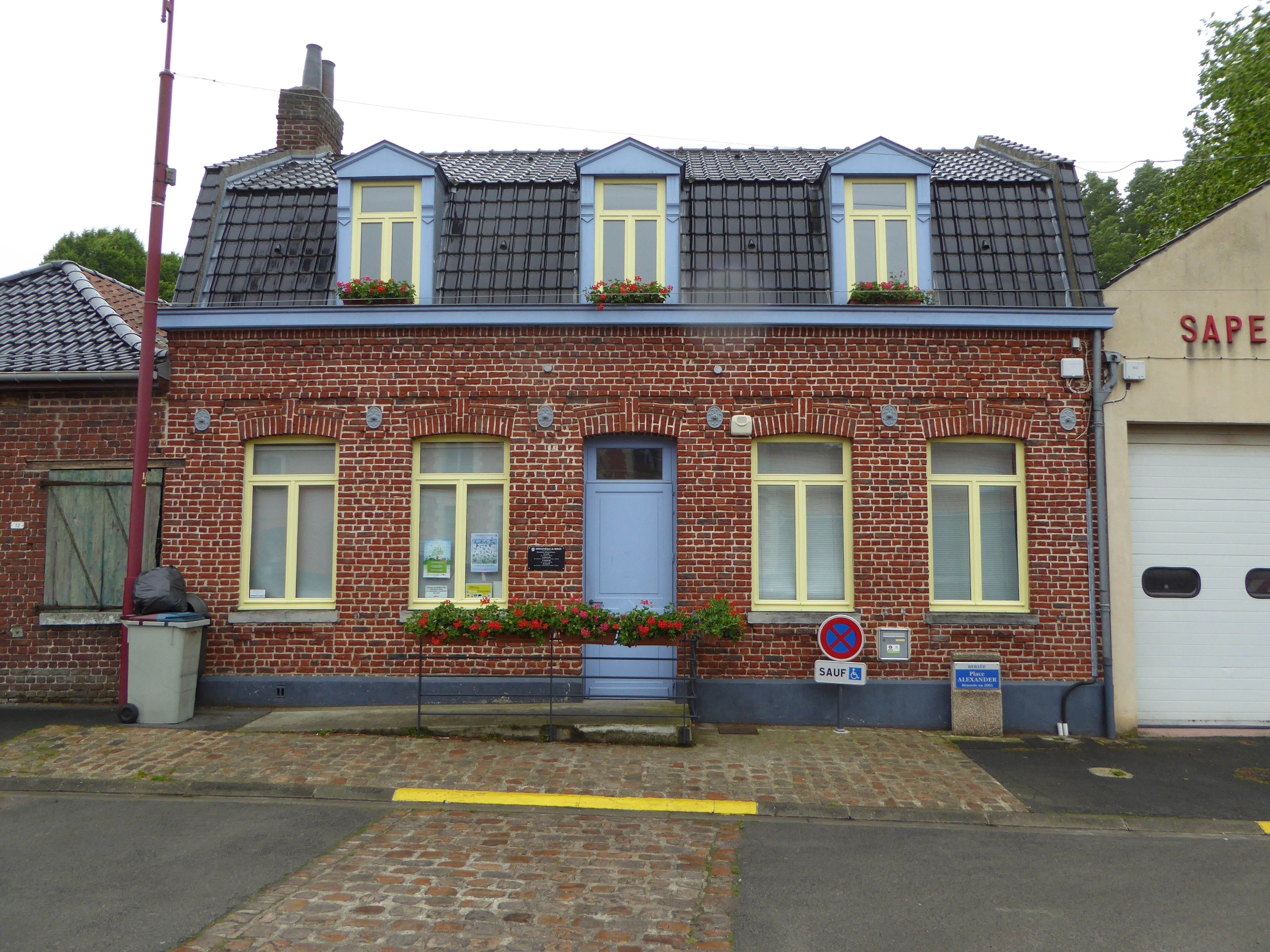
La médiathèque
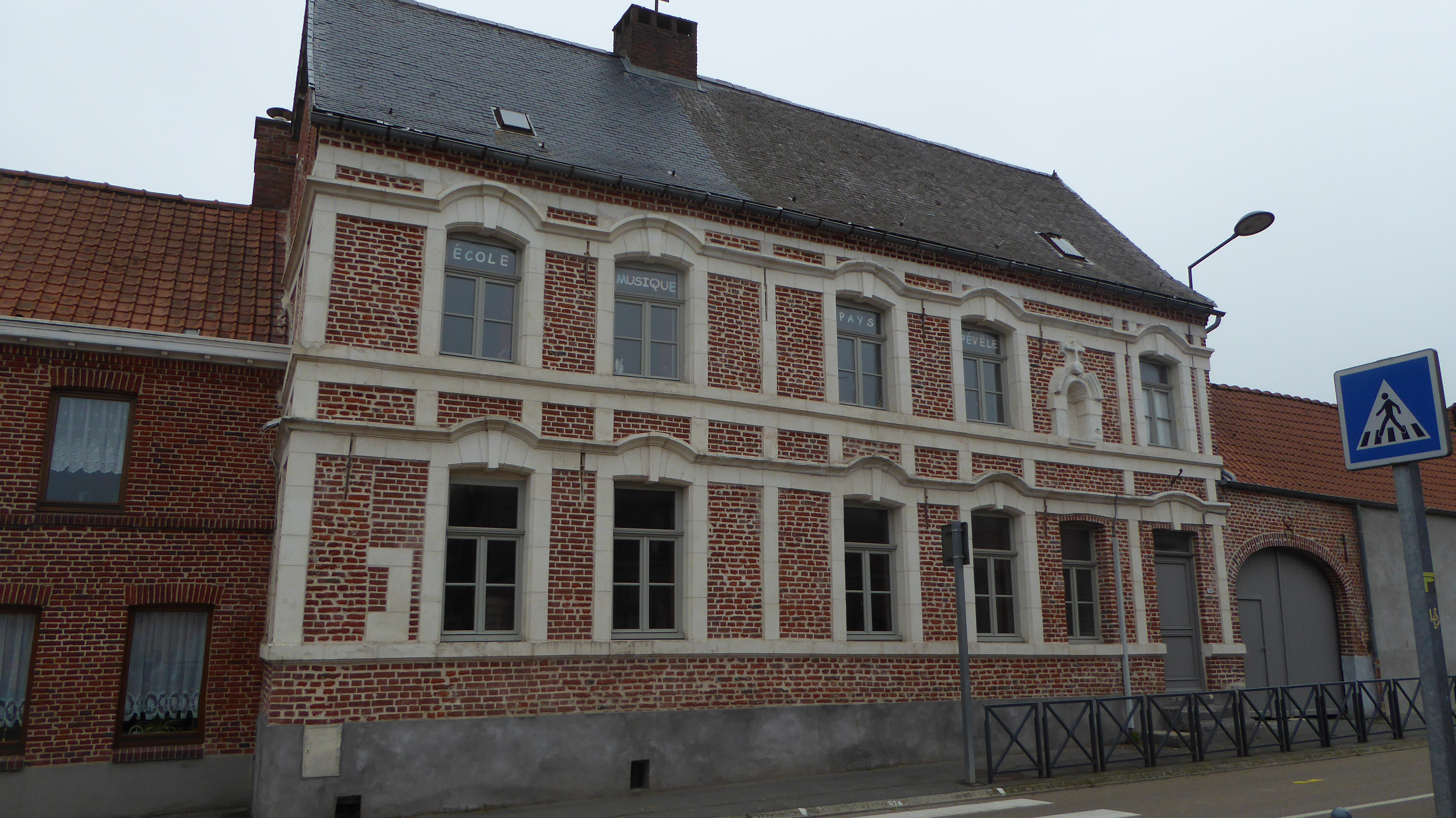
L'école de musique

## Population et société

### Démographie

#### Évolution démographique
L'évolution du nombre d'habitants est connue à travers les recensements de la population effectués dans la commune depuis 1793. Pour les communes de moins de 10 000 habitants, une enquête de recensement portant sur toute la population est réalisée tous les cinq ans, les populations de référence des années intermédiaires étant quant à elles estimées par interpolation ou extrapolation. Pour la commune, le premier recensement exhaustif entrant dans le cadre du nouveau dispositif a été réalisé en 2004.

En 2022, la commune comptait 2 289 habitants, en évolution de +3,43 % par rapport à 2016 (Nord : +0,51 %, France hors Mayotte : +2,11 %).
| 1793  | 1800  | 1806  | 1821  | 1831  | 1836  | 1841  | 1846  | 1851  |
| ----- | ----- | ----- | ----- | ----- | ----- | ----- | ----- | ----- |
| 1 308 | 1 394 | 1 459 | 1 530 | 1 615 | 1 688 | 1 744 | 1 759 | 1 752 |

| 1856  | 1861  | 1866  | 1872  | 1876  | 1881  | 1886  | 1891  | 1896  |
| ----- | ----- | ----- | ----- | ----- | ----- | ----- | ----- | ----- |
| 1 734 | 1 755 | 1 780 | 1 812 | 1 834 | 1 843 | 1 850 | 1 803 | 1 798 |

| 1901  | 1906  | 1911  | 1921  | 1926  | 1931  | 1936  | 1946  | 1954  |
| ----- | ----- | ----- | ----- | ----- | ----- | ----- | ----- | ----- |
| 1 808 | 1 870 | 1 819 | 1 618 | 1 573 | 1 572 | 1 498 | 1 521 | 1 561 |

| 1962  | 1968  | 1975  | 1982  | 1990  | 1999  | 2004  | 2006  | 2009  |
| ----- | ----- | ----- | ----- | ----- | ----- | ----- | ----- | ----- |
| 1 526 | 1 520 | 1 570 | 1 806 | 1 989 | 2 120 | 2 166 | 2 215 | 2 235 |

| 2014  | 2019  | 2022  | - | - | - | - | - | - |
| ----- | ----- | ----- | - | - | - | - | - | - |
| 2 203 | 2 263 | 2 289 | - | - | - | - | - | - |

#### Pyramide des âges
La population de la commune est relativement jeune.
En 2018, le taux de personnes d'un âge inférieur à 30 ans s'élève à 32,9 %, soit en dessous de la moyenne départementale (39,5 %). À l'inverse, le taux de personnes d'âge supérieur à 60 ans est de 24,4 % la même année, alors qu'il est de 22,5 % au niveau départemental.
En 2018, la commune comptait 1 133 hommes pour 1 113 femmes, soit un taux de 50,45 % d'hommes, largement supérieur au taux départemental (48,23 %).
Les pyramides des âges de la commune et du département s'établissent comme suit.
| Hommes | Classe d’âge | Femmes |
| ------ | ------------ | ------ |
| 0,6    | 90 ou +      | 1,2    |
| 5,4    | 75-89 ans    | 6,7    |
| 16,5   | 60-74 ans    | 18,2   |
| 22,6   | 45-59 ans    | 22,7   |
| 20,1   | 30-44 ans    | 20,2   |
| 16,2   | 15-29 ans    | 14,1   |
| 18,5   | 0-14 ans     | 16,9   |

| Hommes | Classe d’âge | Femmes |
| ------ | ------------ | ------ |
| 0,5    | 90 ou +      | 1,4    |
| 5,3    | 75-89 ans    | 8,1    |
| 14,8   | 60-74 ans    | 16,2   |
| 19,1   | 45-59 ans    | 18,4   |
| 19,5   | 30-44 ans    | 18,7   |
| 20,7   | 15-29 ans    | 19,1   |
| 20,2   | 0-14 ans     | 18     |

### Manifestations culturelles et festivités
- Les Journées du patrimoine et peintres dans la rue, dont la 11e édition a eu lieu en septembre 2019[43]
- La ducasse, le premier week-end d'août, dont la 37e édition a eu lieu en 2022[44].
- La braderie du lundi de Pentecôte[45].
- La course cycliste Paris-Roubaix passe à Bersée, notamment sur le secteur pavé d'Auchy-lez-Orchies à Bersée[46].
- La randonnée de VTT de la Ronde verte de la Pévèle, dont la 22e édition a eu lieu en février 2020[47].

### Vie associative
La commune compte plusieurs associations, parmi lesquelles on peut citer : 
- l'école de danses urbaines « Kyrielle Danse », créée en 2012 par Sophie Delmaere[48].

## Culture et patrimoine

### Lieux et monuments
- L'église Saint-Étienne fut édifiée au xvie siècle et consacrée en 1558, avant de subir une intense campagne de restauration dans les années 1880. Le clocher n'a en revanche pas connu de modification notable, ce qui lui valut d'être inscrit aux MH en 1968[49],[50]. Le mécanisme des trois cloches a été rénové et la plus grosse, dénommée Jeanne Adelaide Éleonore Constance sonne à nouveau en 2021[51]. L'orgue de 1 250 tuyaux inauguré en 1899 a été restauré en 2021[52].
- Calvaire des quatre bons dieux.
- Le presbytère.
- Le château seigneurial.
- Le château d'Argérie (ruines).
- Le monument aux morts érigé en 1922, situé près de l'église Saint-Étienne. Il est surmonté de la statue La Victoire en chantant, réalisée par Charles Édouard Richefeu.
- Le pavé du Nouveau monde (secteur pavé d'Auchy-lez-Orchies à Bersée de Paris-Roubaix).
- Monument aux morts devant l'église, inauguré en 1922[53]
- Monument aux morts du cimetière, érigé en 1922 au-dessus d'un caveau regroupant des Poilus morts lors de la Première Guerre mondiale et restauré en 2022[54],[55].
- Diverses chapelles, Chapelle Saint-Roch, chapelle rue Saint-Nicolas, chapelle rue de la Motte[56].
- La voie verte de la Pévèle, aménagée en 2011 sur la plateforme de la ligne du Pont-de-la-Deule à Marcq[57],[58].
- L'Ancienne gare sur cette ligne, devenue maison d'habitation[59]

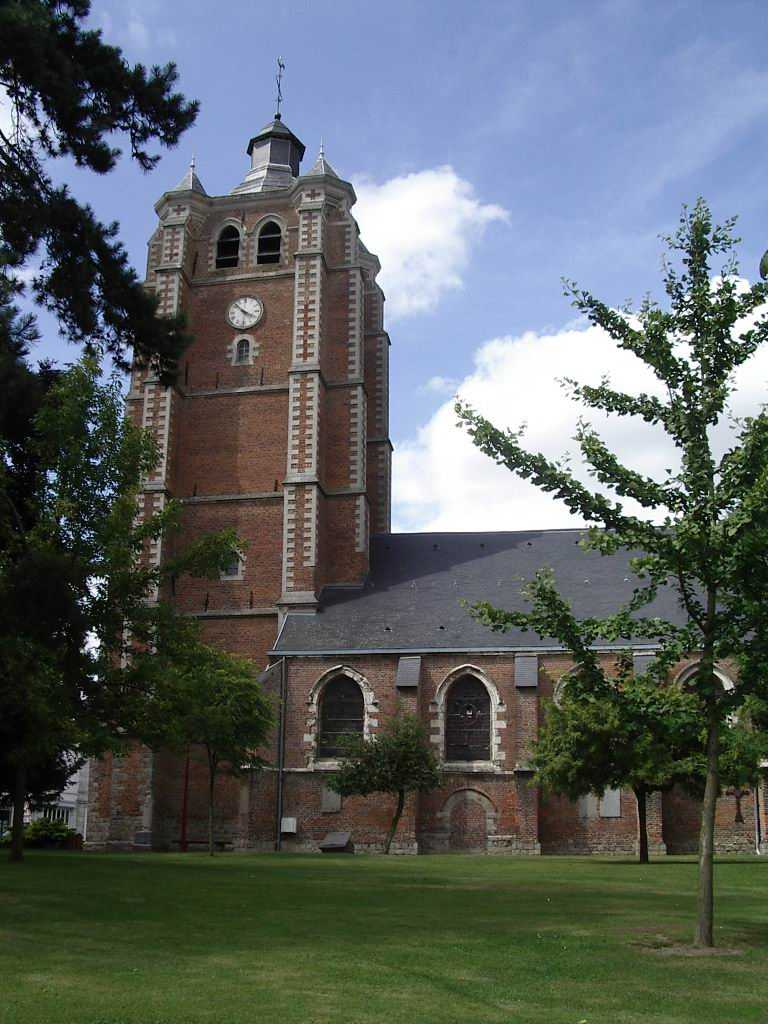
Église Saint-Étienne.
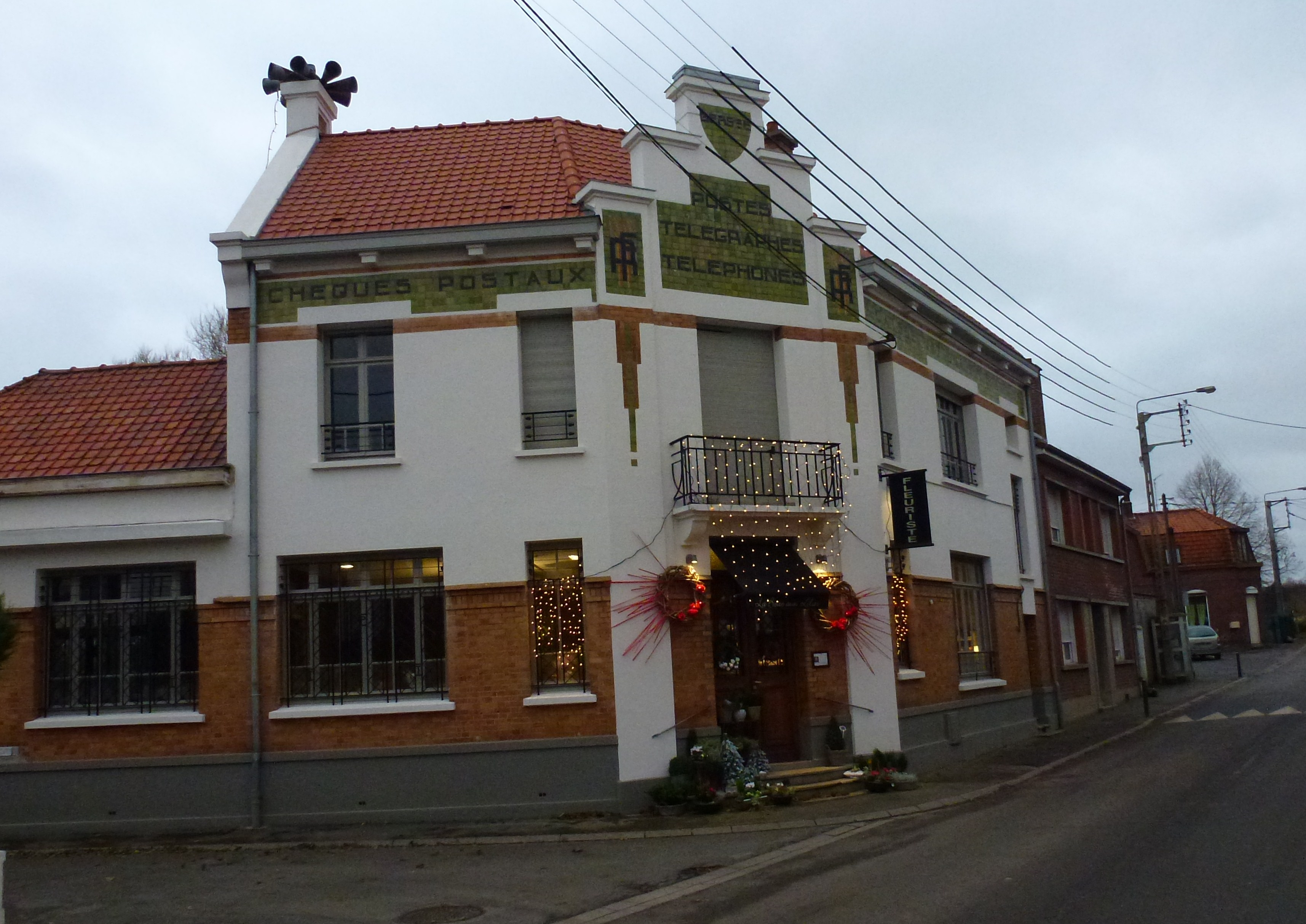
L'ancien bureau de poste
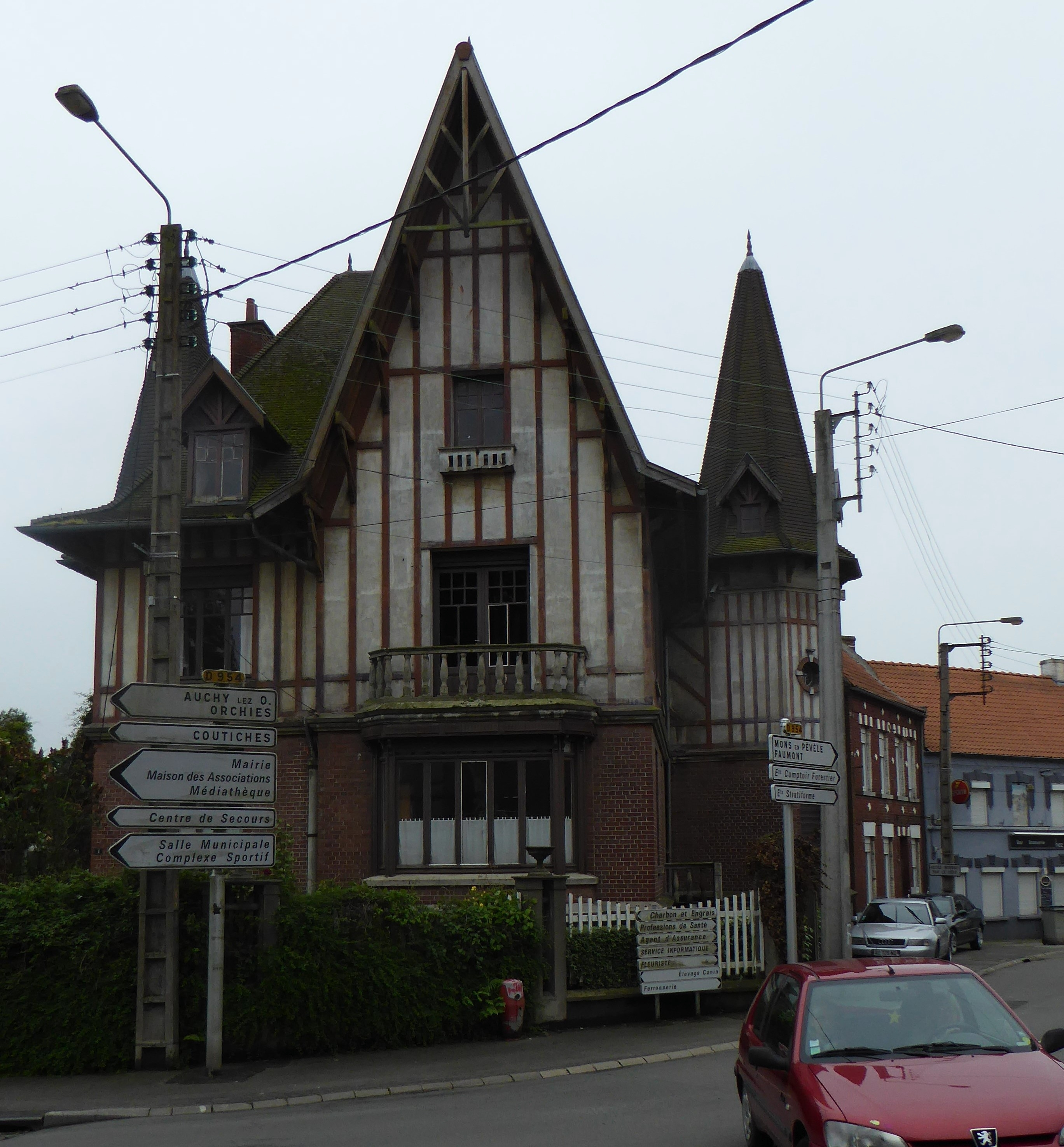
La maison à colombages
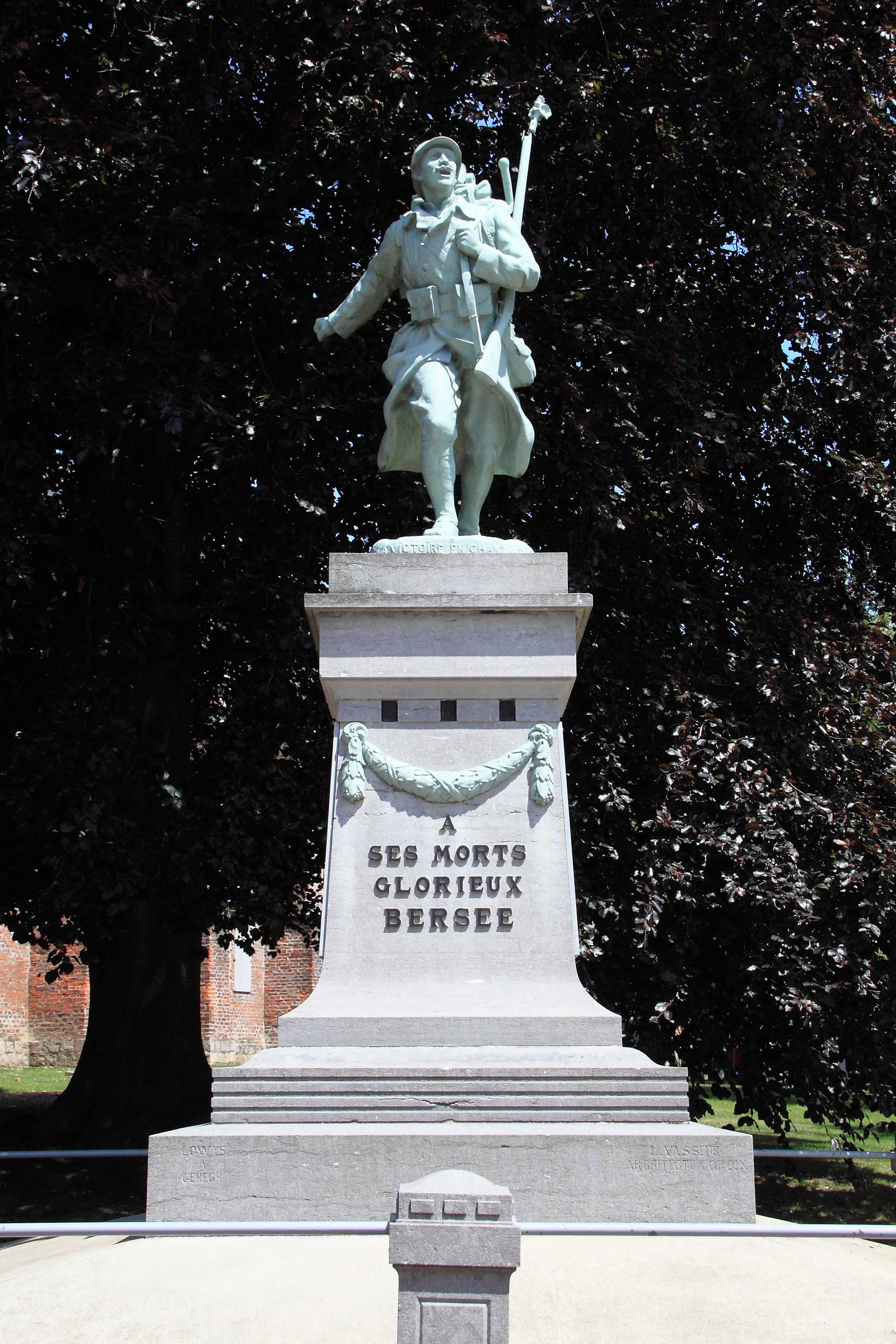
Le monument aux morts.
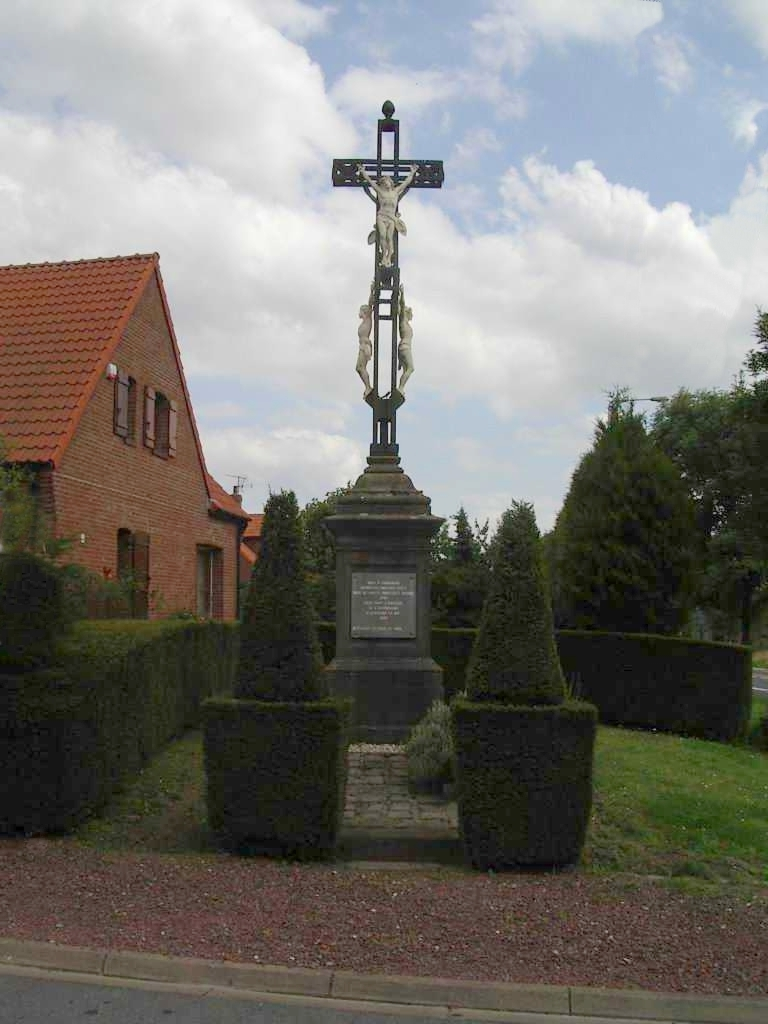
Les quatre bons dieux.
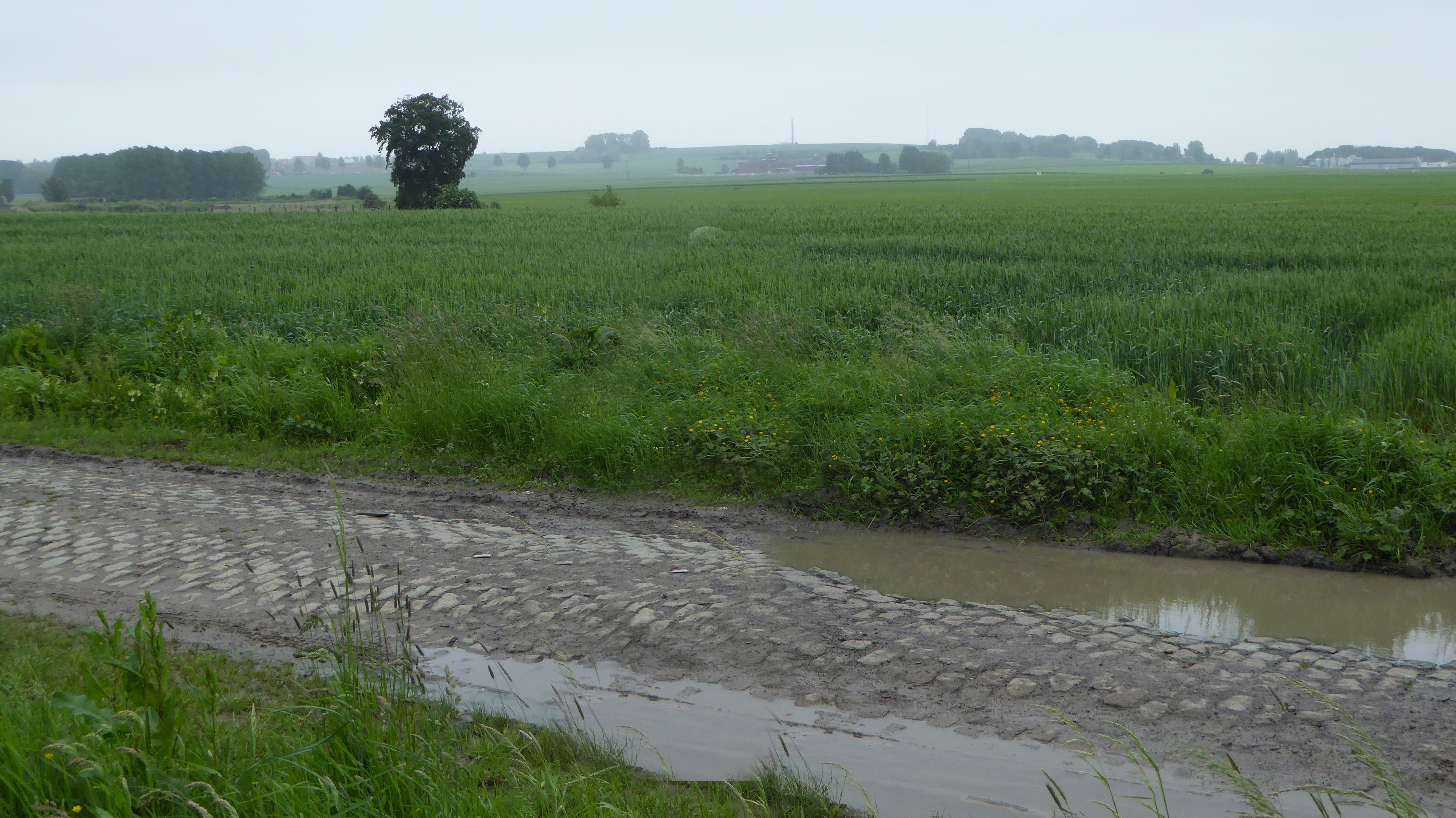
Bersée le pavé du Nouveau monde
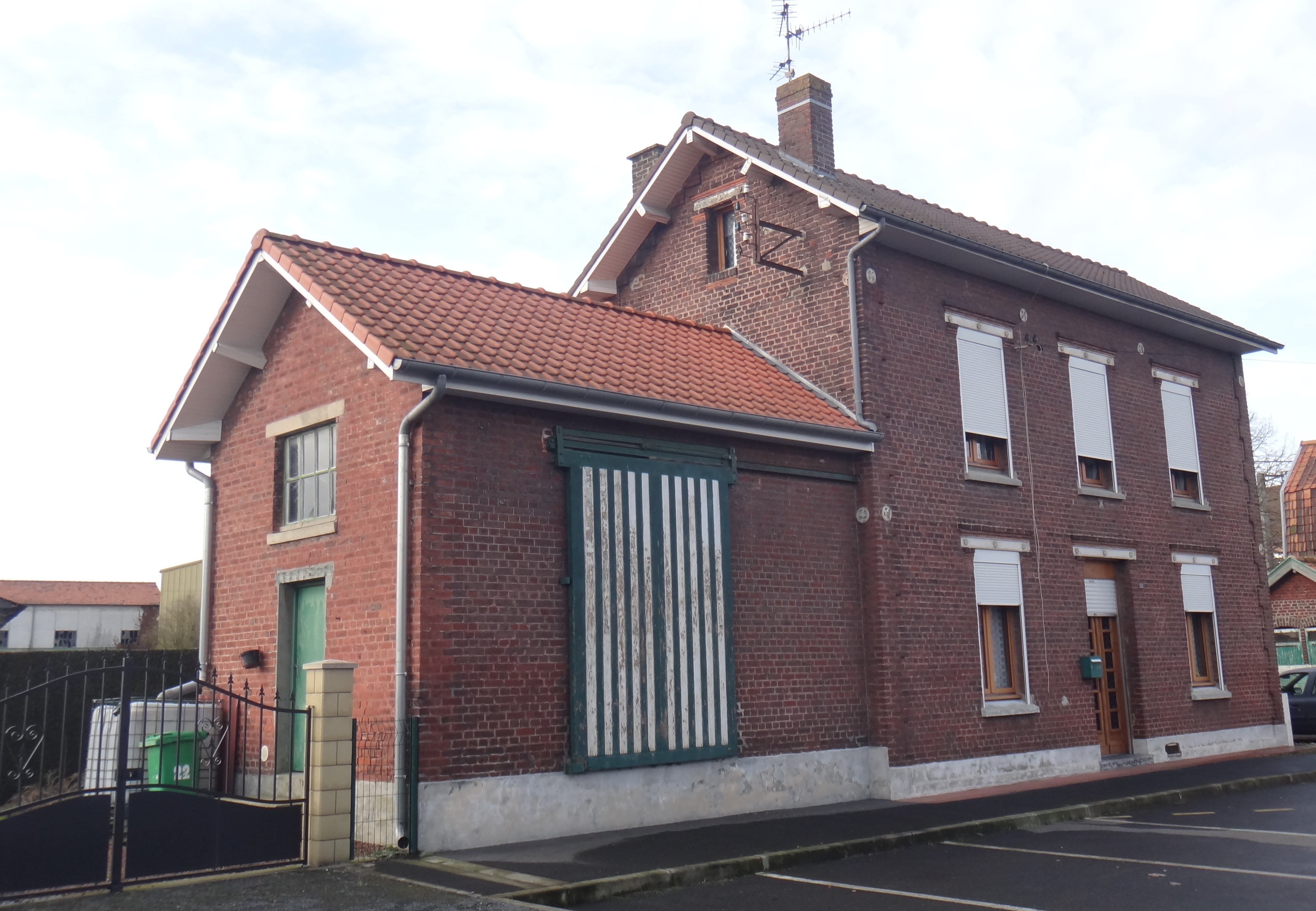
L'ancienne gare

### Personnalités liées à la commune
- Patrie de Jean du Joncquoy, abbé de Marchiennes, mort en 1651[réf. nécessaire]

#### Seigneurs de Bersée
Avant la Révolution française, Bersée est le siège de plusieurs seigneuries. Elles sont souvent dénommées uniquement par le nom de Bersée, ce qui fait qu'on trouve plusieurs personnages dits seigneurs de Bersée en même temps.
- Colart de Rasse, seigneur de la Hagerie, sur la commune actuelle de Bersée, trouve la mort à la bataille d'Azincourt en 1415[60].
- Au XVIIe siècle, les Montmorency sont seigneurs de Bersée. Le 31 juillet 1630, des lettres de Madrid érigent la terre et seigneurie de Robecque (Robecq) en principauté au bénéfice de Jean de Montmorency (maison de Montmorency), en y incorporant la ville et vicomté d'Aire (Aire-sur-la-Lys), les villages de Blessy, Blesselles, Saint-Quentin, Glomenghen, Famechon. Jean de Montmorency est ainsi prince de Robecq, marquis de Morbecque, comte d'Estaires, vicomte d'Aire, baron d'Haverskerque et des Wastines, seigneur de Robecq et de Bersée[61].
- Le 7 août 1699, la gouvernance de Lille (le gouverneur) établit une sentence de noblesse en faveur de Pierre Allard de Lannoy, fils de Michel, seigneur du Carnoy, anobli en 1642, écuyer, seigneur de Fretin, Bersée, et du Carnoy, capitaine de cavalerie au régiment de Chartres (régiment de Chartres dragons). Selon l'auteur qui rapporte l'information, les degrés généalogiques du XVe siècle présentés dans la requête ne paraissent pas bien prouvés; le bénéficiaire était issu d'une famille commerçante de Lille dont l'accès à la bourgeoisie datait de 1502, et qui avait établi des comptoirs ou succursales à Arras et Cologne aux XVIe et XVIIe siècles. Par cette sentence, Pierre Allard de Lannoy se fait reconnaitre descendant en ligne directe et masculine de Jean de Lannoy, seigneur de la Frumanderie à Croix, fils légitimé de Guilbert de Lannoy, chevalier, seigneur de Beaumont à Hem et de Santes en 1390, cadet de l'illustre maison de Lannoy. Pierre Allard de Lannoy est nommé rewart (chef de la police) de Lille en 1710 et 1712, mayeur (maire) en 1711 et meurt en 1777. En 1699, ayant acheté les seigneuries de Bersée et de Wastines ou Wattines, seigneurie secondaire sur Bersée, à crédit au prince de Robecq, et n'ayant pu les payer, ses créanciers font vendre par décret ses terres de Bersée et de Wastines, puis sa seigneurie de Fretin. Marie Catherine Stappaert est une des acheteuses[62]. Marie Catherine Stappaert ou Stappart (1674-1764), fille de Jean, seigneur de la Haye à Esquermes, bourgeois de Lille, trésorier de France au bureau des finances de la généralité de Lille et d'Isabelle de Ramery, nait à Lille en août 1674 (baptisée le 13 août 1674). Elle meurt à Lille le 21 mai 1764, à 90 ans. Elle est veuve de Pierre De Lespaul ou Delespaul, fils d'Augustin et de Marie Jeanne de Lannoy, épousé à Lille le 16 juillet 1708, marchand, bourgeois de Lille le 23 janvier 1709, anobli par l'achat d'une charge de conseiller secrétaire du roi (secrétaire du roi en la chancellerie du Parlement de Flandres) le 16 juillet 1713, mort à Lille le 11 janvier 1716. Elle achète le 4 octobre 1726 pour 6260 florins la seigneurie de Wattines à Bersée, et elle va également payer 88 000 florins pour la  seigneurie de Fretin, au nom de son fils Jean Baptiste Delespaul, écuyer, seigneur des Wattines[63].
- Philippe de Surmont (1698-1777), fils de Pierre de Surmont, marchand, bourgeois de Lille, et de Marie Joseph de Wacrenier, est seigneurc de Bersée. Il nait à Lille en octobre 1698 (baptisé le 12 octobre 1698), devient bourgeois de Lille le 5 avril 1740, meurt à Lille le 12 décembre 1777. il épouse à Lille le 18 octobre 1739 Marie Angélique Françoise Discart (1717-1778), fille de Bonaventure et de Marie Angélique Ernestine Raoul[64]. Ils ont huit enfants dont :

1. Marie Angélique Joseph de Surmont (1742 Lille -1785 Lille), est dame de (les hommes sont « seigneur de » , les femmes sont « dame de » Quenaumont (quartier de Cysoing) et de Platries. Elle épouse le 19 mars 1771 à Lille, Pierre François Albert Taverne (1744-1831), écuyer, seigneur de Burgault (quartier de Seclin), bourgeois de Lille, fils de Louis Nicolas, écuyer, seigneur de Beauval et de Marie Jeanne Joseph Mahieu[64].
2. Philippe Jacques Joseph de Surmont qui suit.

- Philippe Jacques Joseph de Surmont (1748-1821), fils de Philippe et de Marie Angélique Ernestine Raoul, est seigneur de Bersée après son père. Il nait à Lille en février 1748 (baptisé le 13 février 1748), devient bourgeois de Lille le 16 janvier 1778, puis conseiller secrétaire du roi, et meurt à Lille le 6 février 1821, à 73 ans. Il épouse à La Madeleine le 13 mai 1777 Marie Sabine Joseph de Madre, fille de Louis Charles Joseph, écuyer, bailli de Cysoing, et de Marie Marguerite Denis. Elle nait à Lille en 1748 (baptisée le 20 janvier 1748) et meurt à Lille le 23 frimaire an XI (14 décembre 1802). Ils ont six enfants dont une fille Marie Rosalie Sophie Joseph qui épouse le seigneur de Tourmignies[65].

### Nom jeté des villageois
Le nom jeté des habitants de Bersée est les fiers culs.

### Héraldique
| Blason de Bersée | Blason  | D'or à la croix de gueules, cantonnée de seize alérions d'azur.                                     |
| Blason de Bersée | Détails | Ces armes sont celles de la Maison de Montmorency. Le statut officiel du blason reste à déterminer. |

## Pour approfondir